# 苏联政治笑话
苏联政治笑話即流行于前苏联和前东欧社会主义国家的政治笑话。这种笑话的来源很多，除了来自在这些国家生活的人外，也有一些来自美国、西德及其他國家的報社雜誌。此类笑话以讽刺苏联-东欧诸国的领导人、政治、经济和生活状态为主，数量极大，讽刺辛辣，广为流传。前美國總統罗纳德·里根曾在公众集会上讲过几个这样的笑话，据他所说他还“讲给了戈尔巴乔夫听，然后他笑了”。近年美國政府解密檔案揭露，當年美國駐莫斯科大使館一直持續收集並整理流傳的蘇聯政治笑話，再用密電傳回華府，美国政府会让中央情報局分析，因“這些笑話非常准確地反映蘇聯社會公眾的情緒”。
在苏联，这种政治笑话的起源时间不详，但在1950年代斯大林执政末期就已经广泛出现。这些笑话最初来自于沙俄时期的政治笑话。在苏联和东欧，政治笑话的泛滥是在1960-80年代（尤其是在勃列日涅夫执政后期），和地下出版物一起成为了社会主义阵营中异议人士的一种象征。在“開放政策”之前当局一直试图限制政治笑话的传播流动，但效果不佳。政治笑话体裁上，一般是段子式或者问答式，问答式也会非常简单，很适合獨角喜劇。著名的“亚美尼亚广播电台”系列就是典型的问答式政治笑话。
虽然苏联已经解体，但直到现代，仍有仿照苏联政治笑话的句式创作的“类苏联政治笑话”流传，用于讽刺当今的政治现象或人物。

## 笑話類型舉例

### 諷刺統治
- 一位美国人對苏联人說：「美国是非常自由的国家，美国人可站在白宫前大喊：『罗纳德·里根，下地狱吧！』”苏联人便回應：「这没什么了不起，因为我们也可站在克里姆林宫门前大喊『下地狱吧！里根！』」[7]
- 一位讀者在莫斯科要買《真理报》，報攤回應「沒有真理」；他改買《苏维埃俄罗斯报》，報攤回應「苏维埃俄罗斯」已經出賣光了；他便問還剩什麼，報攤說「勞動」。[7]
- 有人問評論員：“為何克里姆林宮決定下命令取消字母？”得到回答是：「因蘇聯缺少牛奶（молоко）、黃油（масло）、通心粉（макароны）……没有马林科夫（Маленков）、莫洛托夫（Молотов），難道要為米高扬（Микоян）保留字母嗎？」[7]
- 紅場上有一名少女在發傳單，一名特工到場將她擒拿，並以「散佈反動言論罪」逮捕。抓完才發現，她發的只是白紙而已。特工氣定神閒地說：「你以為我不知道你想寫甚麼嗎？」[6]

### 諷刺軍事
- 一人問哪個國家最大時，得到匈牙利最大的回應，便質疑匈牙利只有一千多萬人，為何最大？另一人解釋蘇軍「臨時」在咱們這走了多年，還沒走出匈牙利，可知匈牙利之大啊。[7]
- 華約入侵捷克斯洛伐克期間舉行足球賽，有人說：「蘇聯為何不用坦克代替門將？」[7]
- 捷克斯洛伐克向蘇聯出口一部文學作品，內涵世界最短的短篇小說是只有「滾！」，還有數萬字的長篇小說都是「滾蛋！滾蛋！……」[7]

### 諷刺領導
- 尼基塔·赫鲁晓夫為一位婦人的四個小孩分別取名「和平」、「人民」、「祖國」和「尼基塔」。隔一年，赫鲁晓夫問婦人的孩子狀況。那母親说道：「和平不見了，人民在哭，祖國在睡，尼基塔胡說八道。」[7]
- 一次，赫鲁晓夫來到書店，發現書店只掛他的畫像，雖心裡很高興，但還是要做做樣子，便問書店經理為何不掛列寧畫像？經理是說列寧畫像人人搶買，而赫鲁晓夫的乏人問津。[7]
- 一名顧客在國營的百貨公司排隊到受不了，便說要去毆打赫鲁晓夫，結果發現要排隊打赫鲁晓夫的隊伍比去百貨公司排隊的還長。[7]